# 4126 Машу
4126 Машу (4126 Mashu) — астероїд головного поясу, відкритий 19 січня 1988 року.
Тіссеранів параметр щодо Юпітера — 3,175.